# Matot
Matot, Mattot, Mattoth, o Matos (ebraico: מַּטּוֹת — tradotto in italiano: “tribù”, quinta parola e incipit di questa parashah) è la 42ª porzione settimanale della Torah (ebr. פָּרָשָׁה – parashah o anche parsha/parscià) nel ciclo annuale ebraico di letture bibliche dal Pentateuco, nona nel Libro dei Numeri. Rappresenta il passo Numeri 30:2-32:42, che gli ebrei leggono generalmente in luglio o ai primi di agosto.
Il calendario ebraico lunisolare contiene fino a 55 settimane, col numero esatto che varia tra le 50 settimane negli anni comuni e 54 o 55 negli anni bisestili. Negli anni bisestili (per es. il 2014), la Parshah Matot viene letta separatamente. Negli anni comuni (per es. 2012, 2013, 2015, 2017 e 2018), la Parshah Matot è combinata con la parashah successiva, la Masei, per ottenere il numero di letture settimanali necessarie.

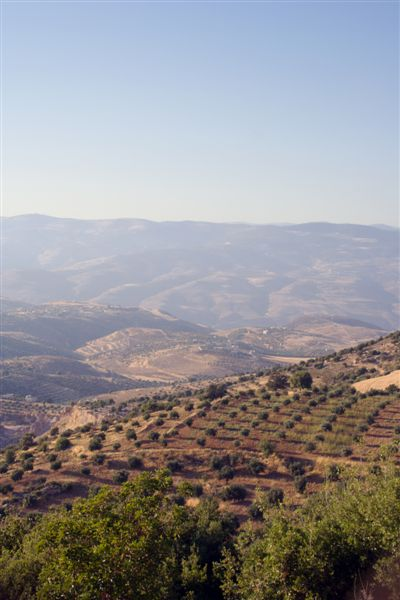
Le colline di Gilead (odierna Jal'ad, Giordania)

### Testi
- Testi Masoretico e traduzione JPS 1917, su mechon-mamre.org.
- Parshah cantata, su bible.ort.org. URL consultato il 10 marzo 2013 (archiviato dall'url originale il 14 maggio 2011).
- Parshah in ebraico, su mechon-mamre.org.

### Commentari
- Academy for Jewish Religion, New York, su ajrsem.org.
- Aish.com. URL consultato il 10 marzo 2013 (archiviato dall'url originale il 19 luglio 2011).
- American Jewish University, su judaism.ajula.edu (archiviato dall'url originale il 4 marzo 2012).
- Anshe Emes Synagogue, Los Angeles, su anshe.org. URL consultato il 10 marzo 2013 (archiviato dall'url originale il 1º novembre 2012).
- Bar-Ilan University, su biu.ac.il.
- Chabad.org.
- eparsha.com.
- G-dcast, su g-dcast.com. URL consultato il 10 marzo 2013 (archiviato dall'url originale il 20 marzo 2013).
- The Israel Koschitzky Virtual Beit Midrash, su vbm-torah.org. URL consultato il 10 marzo 2013 (archiviato dall'url originale il 9 giugno 2011).
- Jewish Agency for Israel, su jewishagency.org. URL consultato il 10 marzo 2013 (archiviato dall'url originale il 15 settembre 2012).
- Jewish Theological Seminary (XML), su jtsa.edu. URL consultato il 10 marzo 2013 (archiviato dall'url originale l'11 marzo 2013).
- Miriam Aflalo, su mishpacha.com. URL consultato il 10 marzo 2013 (archiviato dall'url originale il 6 aprile 2012).
- MyJewishLearning.com. URL consultato il 10 marzo 2013 (archiviato dall'url originale il 25 settembre 2008).
- Ohr Sameach, su ohr.edu.
- Orthodox Union, su ou.org.
- OzTorah, Torah from Australia, su oztorah.com.
- Oz Ve Shalom — Netivot Shalom, su netivot-shalom.org.il. URL consultato il 10 marzo 2013 (archiviato dall'url originale il 24 giugno 2010).
- Pardes from Jerusalem, su pardes.org.il. URL consultato il 10 marzo 2013 (archiviato dall'url originale il 14 marzo 2012).
- RabbiShimon.com. URL consultato il 10 marzo 2013 (archiviato dall'url originale il 16 marzo 2012).
- Rabbi Shlomo Riskin, su ohrtorahstone.org.il. URL consultato il 10 marzo 2013 (archiviato dall'url originale il 21 agosto 2011).
- Rabbi Shmuel Herzfeld, su rabbishmuel.com. URL consultato il 10 marzo 2013 (archiviato dall'url originale l'11 marzo 2013).
- Reconstructionist Judaism, su www4.jrf.org. URL consultato il 10 marzo 2013 (archiviato dall'url originale il 16 febbraio 2006).
- Sephardic Institute, su judaicseminar.org.
- Shiur.com.
- 613.org Jewish Torah Audio, su 613.org. URL consultato il 10 marzo 2013 (archiviato dall'url originale il 9 giugno 2011).
- Tanach Study Center, su tanach.org.
- Torah from Dixie, su tfdixie.com. URL consultato il 10 marzo 2013 (archiviato dall'url originale il 28 settembre 2007).
- Torah.it, su archivio-torah.it.
- Torah.org.
- TorahVort.com.
- Union for Reform Judaism, su urj.org. URL consultato il 10 marzo 2013 (archiviato dall'url originale il 27 novembre 2012).
- United Hebrew Congregations of the Commonwealth, su chiefrabbi.org.
- United Synagogue of Conservative Judaism, su uscj.org. URL consultato il 10 marzo 2013 (archiviato dall'url originale il 14 agosto 2012).
- What’s Bothering Rashi?, su shemayisrael.com.
- Yeshiva University, su yutorah.org. URL consultato il 10 marzo 2013 (archiviato dall'url originale il 18 dicembre 2019).